# Niedernhof

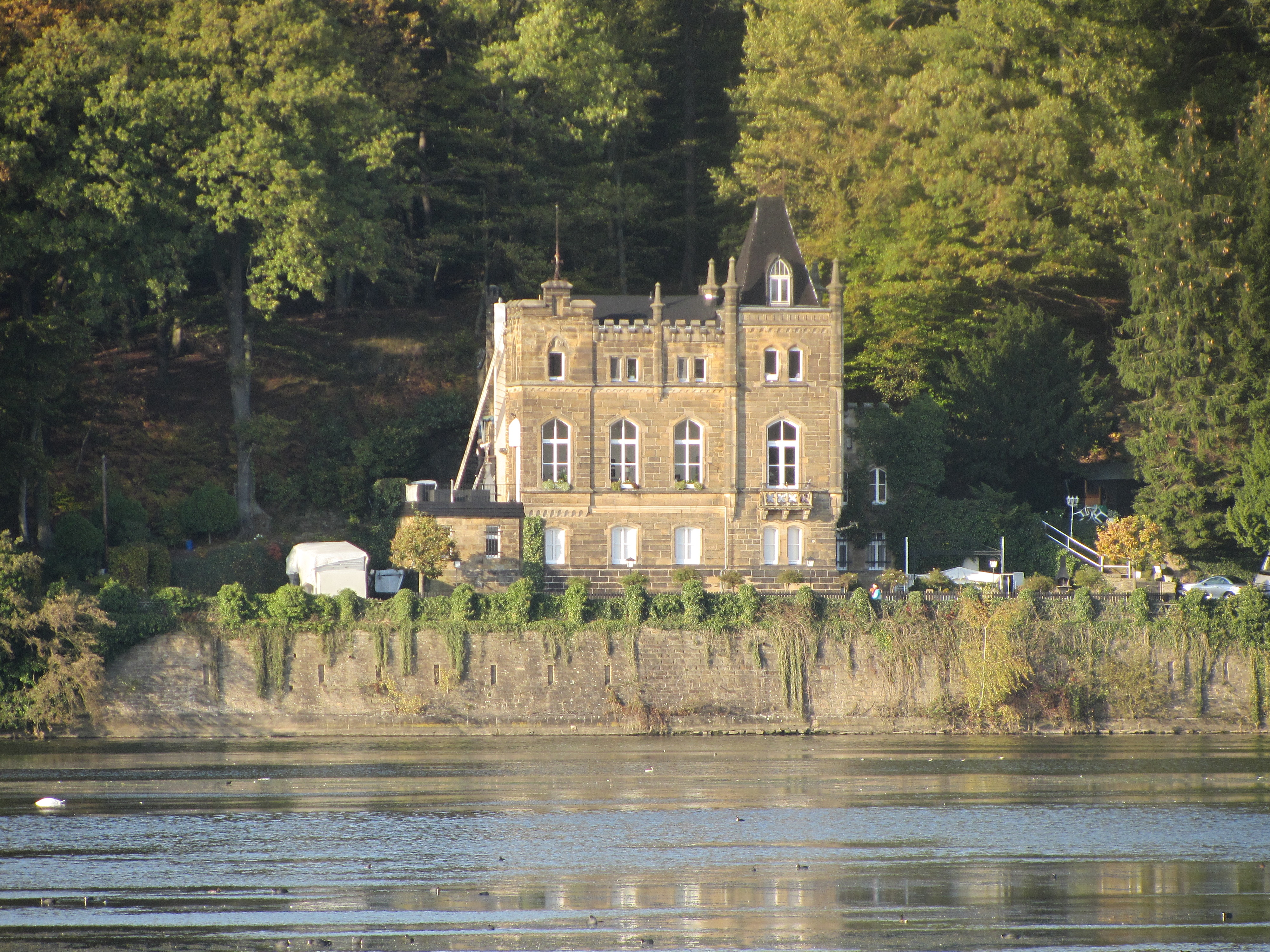
Die Funckenburg am Nordufer des Hengsteysees

Der Niedernhof war ein Adelssitz auf dem südlichen Ruhrufer im Hagener Ortsteil Hengstey im deutschen Bundesland Nordrhein-Westfalen. Er ist nicht identisch mit dem als Villa Funcke oder Funckenburg bezeichneten Herrenhaus, welches eine Unternehmervilla auf dem nördlichen Ufer der Ruhr in Herdecke ist. Die Ruhr wurde Ende der 1920er Jahre zum Hengsteysee aufgestaut. Der Name des in den Fluten versunkenen Adelssitzes lebt in der Adresse der Villa Funcke weiter, die unter der Anschrift Niedernhof 1 geführt wird, weshalb sie auch als Villa Niedernhof bezeichnet wird.
Sie wurde 1872 als Landsitz von Bernhard Wilhelm Funcke II., Inhaber der Schraubenfabrik Funcke & Hueck, im neugotischen Stil aus Naturstein erbaut und erhielt im Volksmund aufgrund ihres wehrhaften Aussehens den Namen Funckenburg. 
Um seine Fabrik in Hagen jederzeit ohne große Umwege erreichen zu können, erbaute Funcke eine private eiserne Fußgänger-Hängebrücke über die Ruhr, welche zwischen zwei Türmen in mittelalterlichen Bauformen den Fluss überspannte. Der südliche Brückenturm, heute auf einer Insel im See gelegen und in Anlehnung an den auch vom Wasser umschlossenen berühmten Binger Turm ebenfalls Mäuseturm genannt, ist erhalten geblieben.
Im Jahre 1895 erwarb Funckes Sohn und Nachfolger im Unternehmen Bernhard Wilhelm Funcke III. das Gelände des abgegangenen Ritterguts Haus Niedernhofen  etwa 700 m weiter flussabwärts. Im Jahre 1919 verkauften seine Erben das Gelände an der Ruhr dem Ruhrverband in Essen, der ab 1926 mit den Bauarbeiten zum Stausee begann.
Zur Familie der Funckes zählen Karl Ernst Osthaus, Oscar Funcke und Liselotte Funcke.